# Die Geister, die ich rief …
Die Geister, die ich rief … (Originaltitel: Scrooged) ist eine US-amerikanische Filmkomödie aus dem Jahr 1988 mit Bill Murray in der Hauptrolle. Der Film unter Regie von Richard Donner kam in Deutschland am 8. Dezember 1988 in die Kinos.
Der Film ist an Charles Dickens’ A Christmas Carol (englisch für „Ein Weihnachtslied“; meist „Eine Weihnachtsgeschichte“) angelehnt und wird im deutschsprachigen Raum meist zur Weihnachtszeit ausgestrahlt.
Der deutsche Filmtitel basiert auf der ersten Hälfte eines Zitats aus Goethes Der Zauberlehrling, das sich zum geflügelten Wort entwickelte.

## Handlung
Der Film beginnt mit einem fiktiven Werbespot/Trailer des Senders IBC, dessen Chef Frank ist, zu einem Film namens "Die Nacht, in der das Rentier starb". Der Weihnachtsmann und seine Gehilfen am Nordpol befinden sich mitten in der Vorbereitung für das große Fest, als Geisteskranke auftauchen und die Werkstatt des Nikolaus unter Beschuss nehmen. Zum Glück taucht Lee Majors, ein bekannter Schauspieler, als bewaffnete Unterstützung auf und ein Kampf entbrennt. Mit der verächtlichen Reaktion von Cross auf den Clip setzt die Haupthandlung ein.
Francis Xavier Cross könnte ein glücklicher Mann sein. Er ist reich und leitet als ausführender Produzent einen großen Fernsehsender. Nach eigener Aussage sei der "jüngste Fernsehchef Amerikas". Dies wäre ihm nur dadurch gelungen, da er das Publikum kenne. Doch er verkennt in seiner Sucht nach Erfolg, Macht und Reichtum, was ihm dadurch entgeht, dass er weder Mitleid noch Einfühlungsvermögen besitzt: Er hat keine Freunde und keiner mag ihn, außerdem fürchten ihn viele seiner Angestellten. Zu Weihnachten produziert er im Fernsehen eine auf Effekthascherei bedachte Aufführung von Charles Dickens Weihnachtsgeschichte und quält sein Team wie immer bis zur Perfektion, um möglichst hohe Quoten zu erzielen und so seinen Boss Preston Rhinelander zufrieden zu stimmen. Frank konzipiert darum einen Werbespot für Charles Dickens Weihnachtsgeschichte, bei dem die Zuschauer fürchten sollen, die Sendung zu verpassen. Hier werden u. a. saurer Regen, explodierende Flugzeuge und Autobahnmörder gezeigt. Alle Elemente haben absolut nichts mit Dickens´ Geschichte zu tun, was Cross aber nicht interessiert.
Dem Angestellten Elliot Loudermilk, der es gewagt hatte, Frank für dessen unpassenden Werbespot zu kritisieren, kündigt er deswegen kurz vor den Feiertagen. Loudermilk verliert daraufhin seine Familie und irrt betrunken durch die Stadt. Nachdem Frank Cross durch den aggressiven, angstmachenden Werbespot eine ältere Zuschauerin ins Jenseits befördert hat, gibt er hierzu einen zynischen Kommentar ab, dass der Werbespot seine Wirkung nicht verfehlt habe.
Plötzlich erscheint ihm in seinem Büro nach Feierabend sein alter, während eines Golfspiels verstorbener Boss Lew Hayward in ziemlich verwestem Aussehen und kündigt ihm das Erscheinen dreier Weihnachtsgeister an. Hayward betont, dass Frank im Gegensatz zu ihm noch zu retten sei, wenn er sich auf Werte wie Menschlichkeit und Empathie konzentrieren würde. Der unbeeindruckte Cross erklärt, dass er keinen Termin für die Geister freihabe, woraufhin ihn Lew am Hals packt und aus dem Fenster wirft. Cross wacht anscheinend aus einem Traum wieder in seinem Büro auf, doch ein Golfball in seinem Drink bestätigt, dass er von seinem toten Boss heimgesucht wurde. Daraufhin ruft er in Panik seine frühere Freundin Claire an, kann ihr aber nur auf den Anrufbeantworter sprechen. Während eines Mittagessens mit Rhinelander hat Frank mehrere Horrorvisionen, die nur er sehen kann, und wird daraufhin von den drei angekündigten Geistern besucht.
Ein schmuddeliger und durchgedrehter Taxifahrer ist der Geist der vergangenen Weihnacht, er treibt gerne seine Späße mit Cross. Er zeigt diesem seine traurige Kindheit und Jugend.
Die Fee misst öfter ihre Kräfte mit Cross und schlägt diesen, auch mit diversen Gegenständen wie einem Toaster. Bevor der Geist auftaucht, schalten sich alle Lichter am Set der Weihnachtsgeschichte aus. Ihre Gewalttätigkeit steht im starken Kontrast zu ihrem märchenhaften Aussehen und ihrer hellen, fröhlichen Stimme. Sie führt Cross durch die Weihnacht in der Gegenwart und zeigt ihm verschiedene Situationen in anderen Haushalten.
Der dritte und letzte Geist ist der Geist der zukünftigen Weihnacht. Kurz bevor Frank von diesem besucht wird, färbt sich der Mond blutrot. Er tritt als große, schweigende Gestalt in einem Umhang auf und besitzt einen Monitor als Kopf, eine Anspielung auf die Position von Cross in der Fernsehbranche. Die Figur erinnert optisch an den Sensemann und fährt mit Frank in einem Aufzug in immer tiefere Stockwerke, in die Zukunft.
Nacheinander zeigen die drei Geister der Vergangenheit, Gegenwart und Zukunft des Lebens von Frank Cross:
- Vergangenheit: Als Kind liebte Frank Weihnachten sehr, konnte es wegen seines rüpelhaften Vaters aber kaum genießen. So bekam er zum Beispiel als Vierjähriger zu Weihnachten ein Stück Kalbfleisch statt einer Eisenbahn geschenkt, da sein Vater meinte, man müsse für sein Geld arbeiten und es sei nie zu früh, den Ernst des Lebens kennenzulernen. Der Taxifahrer zeigt Cross auch eine vergangene Weihnachtsfeier bei seinem Sender und einen Weihnachtsabend, den er zusammen mit Claire verbrachte, seiner einzigen Liebe, die er durch Zufall bei einem Supermarkt traf. Später gab er dann für seine TV-Karriere die Beziehung zu Claire auf.
- Gegenwart: Alle stehen unter Franks Fuchtel und leiden unter seiner Übellaunigkeit. Seine rechte Hand und Sekretärin Grace kann den Heiligabend mit ihren Kindern kaum genießen, zumal sie auch finanziell knapp gehalten wird. Ihre Weihnachtsgratifikation besteht aus einem Badetuch. Ihr jüngster Sohn Calvin steht seit dem Tod seines Vaters unter einem psychischen Schock, weshalb er nicht mehr spricht. Frank hatte in seiner Ich-Bezogenheit nicht einmal mitbekommen, dass Grace' Mann verstorben war. Trotz widriger Bedingungen feiern sowohl Grace und Claire, die ein Obdachlosenheim leitet und die Arbeit der ehrenamtlichen Helfer koordiniert, als auch Franks Bruder James mit seiner Familie, der stets zu ihm gehalten hat, Weihnachten. Das Fest an sich lehnt Cross selbst als Zeitverschwendung ab.
- Zukunft: Einige Jahre später ist Weihnachten dank Frank noch trostloser geworden. Der Sohn von Grace sitzt inzwischen in einer Gummizelle in einer psychiatrischen Anstalt, da er nach wie vor nicht spricht. Er wird manchmal von seiner Mutter Grace besucht. Claire hat ihre Arbeit bei der karitativen Organisation aufgegeben, denn Frank hatte sie aufgefordert, sich selbst zu helfen. Sie sitzt kalt, gleichgültig und versnobt im Kreis ihrer reichen Bekannten und meint, dass sie Frank für seinen Rat dankbar ist. Sie weist mehrere bettelnde Kinder ab und bezieht sich als Begründung auf Franks Rat. Im Krematorium trauern nur sein Bruder James und seine Familie als einzige Gäste um den einsamen Fernsehmogul. Frank möchte seinen Sarg und seinen Leichnam vor der Verbrennung retten und versucht, ihn aufzuhalten, bevor er in den Brennofen fährt. Doch es gelingt ihm nicht und er gerät zusammen mit dem Sarg in die Flammen. Der Überlebenskampf steht hierbei für den ausweichlichen brutalen Tod von Cross, den auch Lew angekündigt hatte. Diese Vision wird durch den dritten Geist, den personifizierten Tod, verstärkt.

Der von diesen Visionen verstörte und sich mit viel Alkohol betäubende Cross muss sich überdies mit einem Rivalen, Bryce Cummings, dem Günstling des Senderbesitzers Rhinelander, auseinandersetzen. Cummings nutzt Franks Zustand aus, um seine Aufgaben und seinen Einfluss zu beschränken. So will Cummings seinem Ziel näherkommen, Cross’ Posten zu übernehmen.
Durch diese Eindrücke geläutert, wandelt sich Frank dann doch noch vom Ekelpaket zum Menschenfreund. Er verzeiht Loudermilk, der ihn zuvor für die Entlassung vor Weihnachten erschießen wollte, und stellt ihn zu einem erheblich höheren Gehalt als Vizechef wieder ein. Er beendet die Aufführung von Charles Dickens Weihnachtsgeschichte in dem Moment, als Scrooge vom Geizhals zum gönnerhaften Menschenfreund geläutert wurde. Frank zeigt Reue über seine Missetaten und fordert alle Mitwirkenden und die Zuschauer auf zu feiern. Weiter betont er, wie wichtig es sei, sich gegenseitig eine Freude zu machen und am besten jeden Tag wie Weihnachten zu feiern. Außerdem regt er die Zuschauer dazu an, mit früheren Freunden, die sie aus den Augen verloren haben, Kontakt aufzunehmen und sich um Notleidende zu kümmern. So stellt er doch noch eine besinnliche Weihnachtsshow auf die Beine. Unterdessen wird Cross’ Rivale Bryce Cummings ausgeschaltet, indem Loudermilk gegenüber Rhinelander am Telefon erklärt, dass Cummings Rhinelander schlecht gemacht hat. Und auch letzterer, der zu Hause vor dem Fernseher sitzt, ist vom Gezeigten begeistert, genau wie das Publikum und der Cast. Als Frank am Ende seiner Rede fragt, ob er etwas vergessen habe, antwortet Graces Sohn Calvin mit Dickens’ Schlusssatz, den in der Weihnachtsgeschichte Tiny Tim von sich gibt: „Gott gebe uns allen seinen Segen“ (God bless us, everyone). Die Sendung führt schließlich neben fast allen Angestellten auch Claire in das Studio. Sie und Frank kommen wieder zusammen. Die Weihnachtsshow endet damit, dass alle Angestellten und Mitwirkenden zusammen Put a Little Love in Your Heart singen. Frank sieht zum Ende des Films alle vier Geister, die ihm, glücklich über seine Wandlung, zuwinken.

## Kritiken
Prisma Online schrieb: „Charles Dickens’ Weihnachtsgeschichte vom Geizhals, der zu Weihnachten bekehrt wird, in modernem Gewand. Dank der Darsteller – wirklich spaßig: Murray in der Hauptrolle – und einer soliden Inszenierung kam dabei glänzende Unterhaltung heraus.“
Das Lexikon des internationalen Films meinte: „Weitgehend unterhaltsame Neuverfilmung der "Weihnachtserzählung" von Charles Dickens, verlegt ins moderne Medienzeitalter […] Dickens’ anrührende Fabel wird jedoch durch zahlreiche Spezialeffekte verwässert, so daß das Anliegen, der Appell an Menschlichkeit und Güte, erst spät zum Tragen kommt.“

## Auszeichnungen
Die Geister, die ich rief… war im Jahr 1989 in der Kategorie Bestes Makeup für den Oscar nominiert. Außerdem wurde Danny Elfman für die musikalische Untermalung des Films mit dem BMI Film & TV Award ausgezeichnet.

## Trivia
- Der Titelsong des Films, welcher während der Schlusscredits zu hören ist, heißt Put a little Love in your heart und wird von Annie Lennox und Al Green gesungen.[3] Als Bill Murray am Ende mitsingt, sagt er neben anderen Dingen „Feed me, Seymour!“, was an den Film Der kleine Horrorladen erinnert, in welchem er eine kleine Rolle hatte.
- Bill Murray hat alle seine Brüder John, Joel und Brian-Doyle in Minirollen im Film untergebracht. Filmbruder James ist auch sein richtiger Bruder John.
- Der Name von Grace Cooleys stummem Sohn Calvin soll an den ehemaligen US-Präsidenten Calvin Coolidge erinnern, einen recht wortkargen Politiker.
- Der Regisseur Richard Donner und sein Cousin, Steve Kahan, haben Gastauftritte als Techniker im Kontrollraum am Ende des Filmes. Richard Donner hat sich darüber hinaus noch anderweitig im Film verewigt. Als Franks Bruder mit seinen Freunden ein Ratespiel spielen, sollen sie versuchen, die Fernsehserie Gilligans Insel zu erraten, welche ebenfalls von Donner inszeniert wurde. In der Vergangenheit muss Frank in ein Hundekostüm schlüpfen. Im Hintergrund ist ein Baum zu sehen, in den ein Herz mit der Inschrift Dick loves Lauren eingeritzt wurde. Die ist eine Reminiszenz an Richard Donner und seine Ehefrau Lauren Shuler.
- Als Carol Kane, die Darstellerin des Geistes der gegenwärtigen Weihnacht, Bill Murray drehbuchgemäß an der Lippe zog, quetschte sie diese so sehr, dass die Dreharbeiten wegen der Hämatome und Schmerzen mehrere Tage unterbrochen werden mussten.
- Bei den Weihnachtssängern, welche Frank anschreit, handelt es sich um die Musiker Miles Davis, Paul Shaffer, David Sanborn und Larry Carlton.[4][5]
- Das Schild an Frank Cross’ Büro besagt Cross – a thing they nail people to „Kreuz – ein Ding, an das Menschen genagelt werden“.[6]
- Bill Murray wird in diesem Film nicht wie üblich durch Arne Elsholtz, sondern durch Manfred Lehmann synchronisiert.[7][8]
- Im gesamten Film werden immer wieder Schilder mit der Parole Free South Africa im Hintergrund gezeigt. Zur Zeit des Filmes stand Südafrika noch unter der Herrschaft des Apartheid-Regimes.[4]
- Der Hund in der Wohnung von Franks Bruder James wirkt auch als Buck in der Fernsehserie Eine schrecklich nette Familie mit.[9]
- Die Claire in der düsteren Zukunftsvision soll den ungeläuterten Scrooge darstellen, da sie wie dieser arme Kinder wegschickt.
- Bis auf den Geist der zukünftigen Weihnacht sind die alle anderen Geister vollkommen anders dargestellt als in Dickens´ Geschichte.